# Pattensen
Pattensen település Németországban, azon belül Alsó-Szászország tartományban. Lakosainak száma 14 678 fő (2023. december 31.). Pattensen Springe, Laatzen, Nordstemmen, Sarstedt, Hemmingen, Harkenbleck, Arnum és Hiddestorf községekkel határos.

## Közigazgatás
- Hüpede
- Jeinsen
- Koldingen
- Oerie
- Pattensen-Mitte
- Reden
- Schulenburg
- Vardegötzen

## Képek

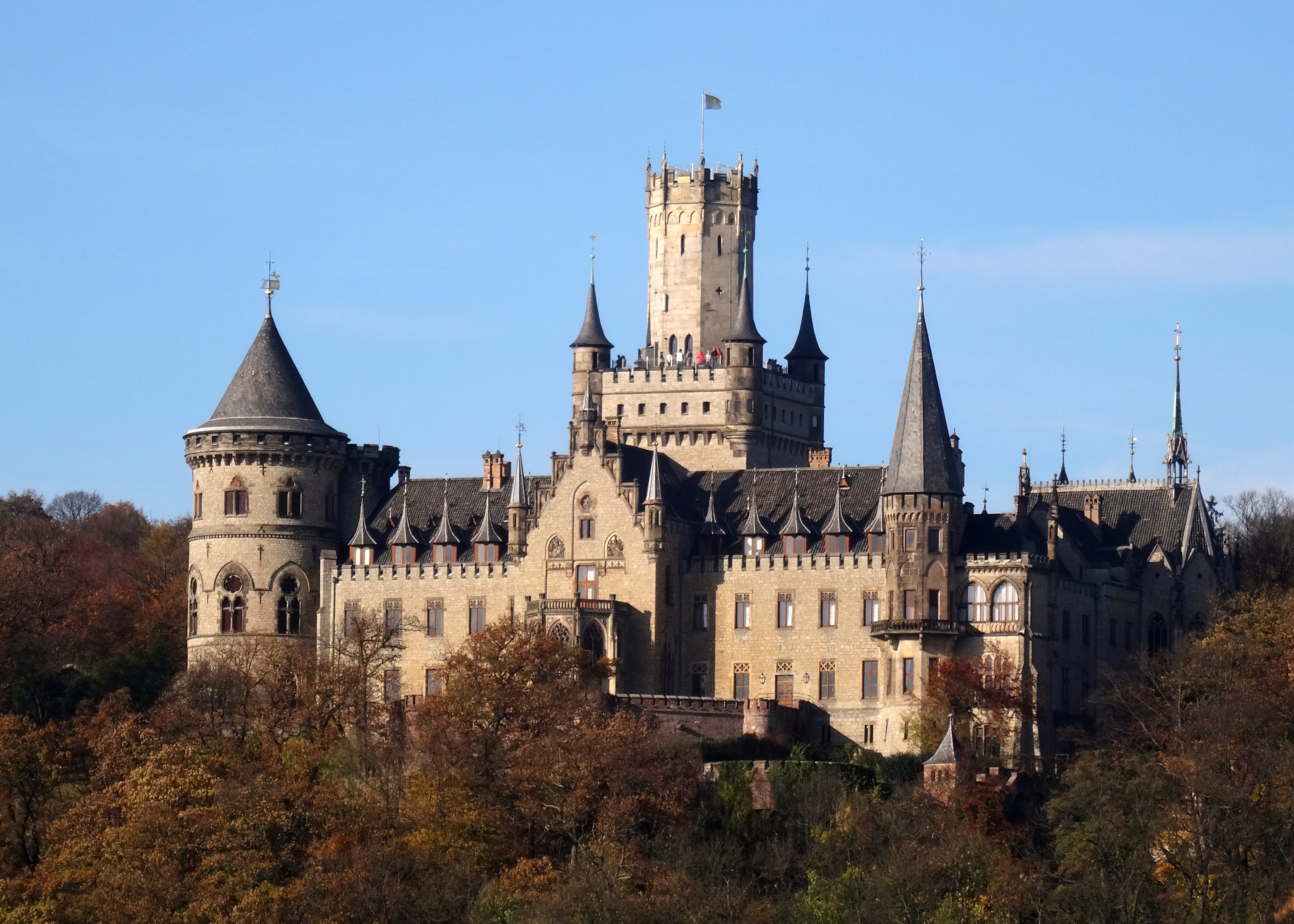
Marienburg kastély
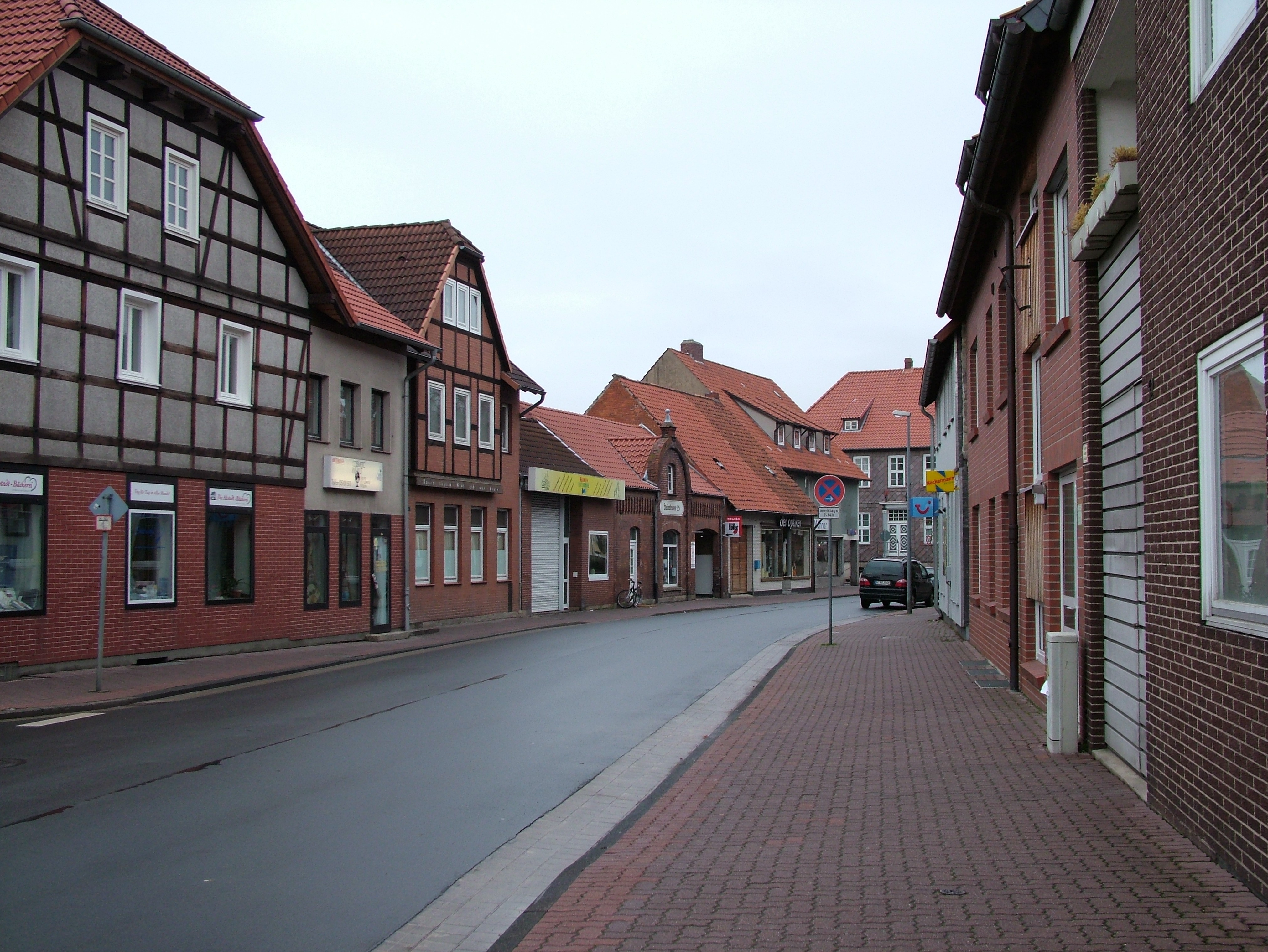
Steinstraße
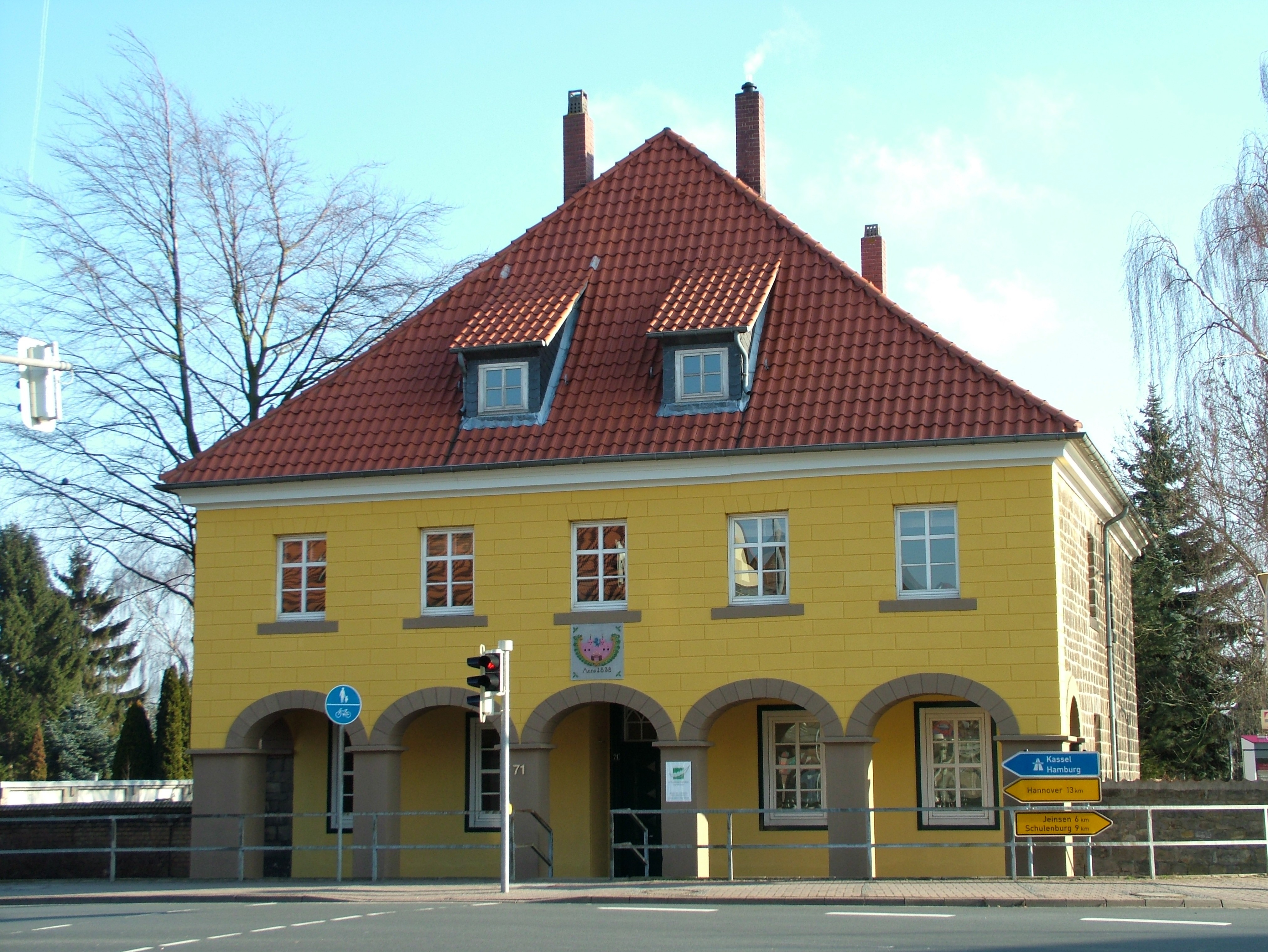
Alte Wache
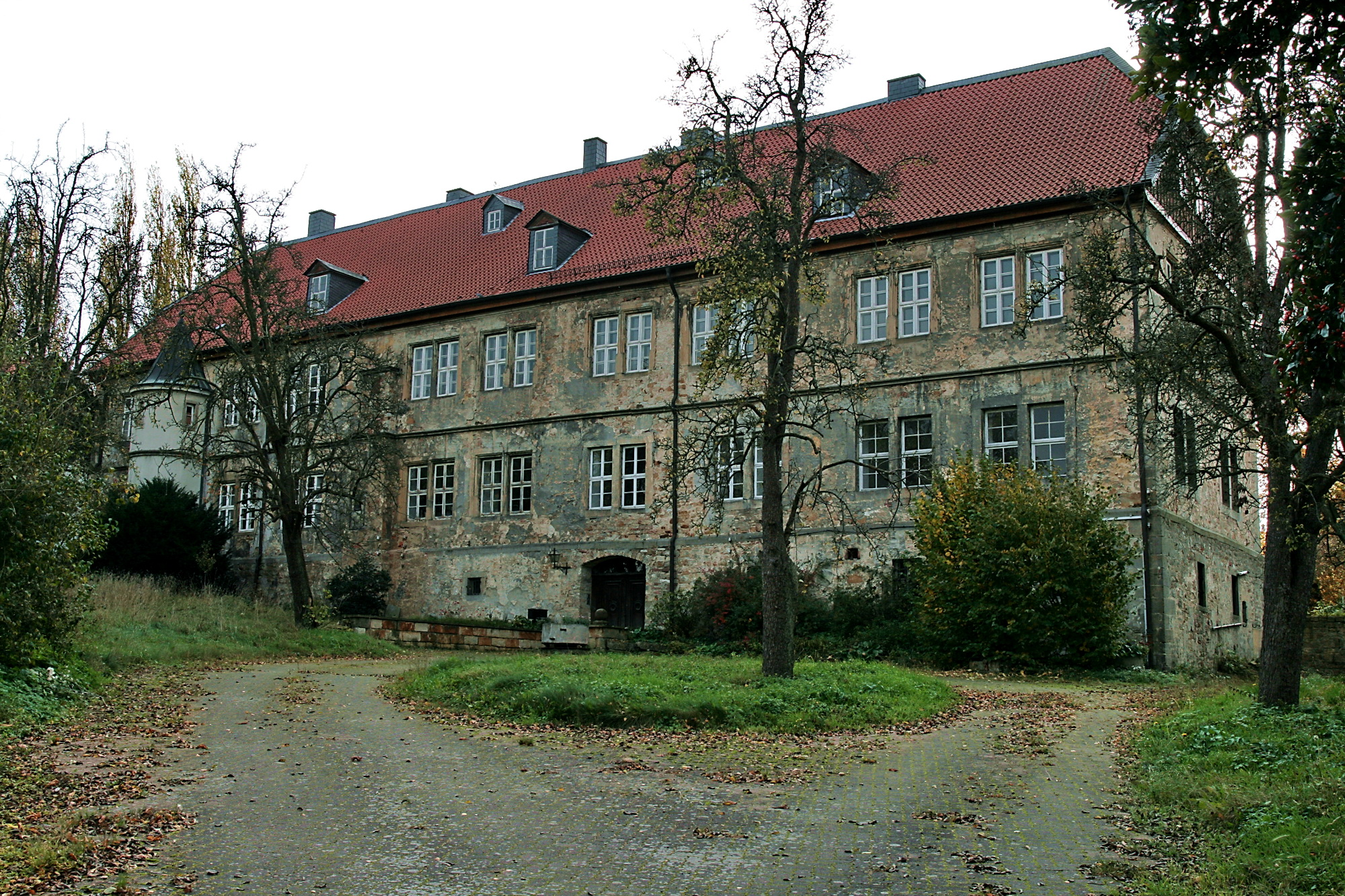
Amtshaus Koldingen
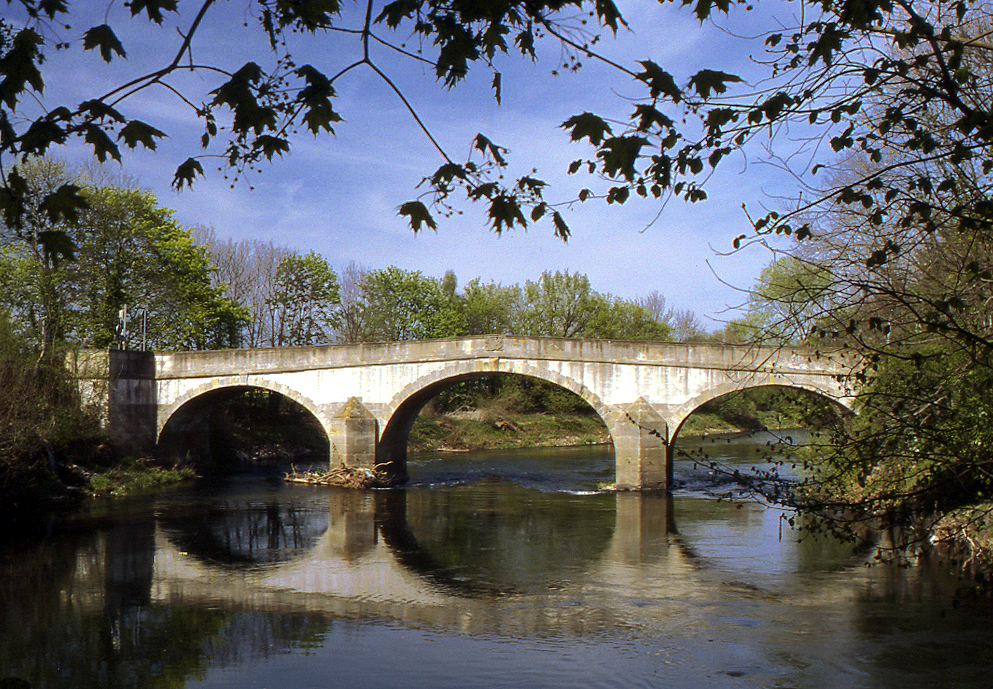
Calenbergi híd 1751-ben

## Népesség
A település népességének változása:
| Lakosok száma | 14 447 | 14 630 | 14 636 | 14 525 | 14 790 | 14 678 |
|               | 2016   | 2017   | 2019   | 2021   | 2022   | 2023   |